# 콜 오브 듀티: 워존 2.0
콜 오브 듀티: 워존 2.0 또는 간단히 콜 오브 듀티: 워존(Call of Duty: Warzone)은 인피니티 워드와 레이븐 소프트웨어가 개발한 플레이스테이션 4, 플레이스테이션 5, Windows, 엑스박스 원, Xbox Series X/S용 부분 유료화 1인칭 슈팅 게임이다. 2020년 출시된 콜 오브 듀티: 워존의 후속작이다. 이 게임은 2022년의 콜 오브 듀티: 모던 워페어 II 2022, 2023년의 콜 오브 듀티: 모던 워페어 III, 2024년의 콜 오브 듀티: 블랙 옵스 6의 일부이다. 워존 자체는 무료로 다운로드할 수 있으며, 상위 타이틀 구매를 필요로 하지 않는다. 이 게임은 모던 워페어 II 콘텐츠의 시즌 1 기간에 처음 소개되었다. 이 게임은 크로스 플랫폼 플레이와 DMZ라는 새로운 추출 모드를 특징으로 한다.
워존(2022)은 2022년 9월 "콜 오브 듀티 넥스트" 이벤트에서 액티비전이 공식적으로 공개했으며, 2022년 11월 16일에 콜 오브 듀티 HQ로 알려진 단일 크로스 게임 런처의 일부로 출시되었고, 나중에 콜 오브 듀티 런처로 알려지게 되었다.

## 개요
전작과 유사하게, 워존(2022)의 주된 게임 모드인 배틀 로열에서 플레이어는 계속해서 줄어드는 맵에서 최후의 1인 또는 팀이 되기 위해 경쟁한다. 플레이어는 대규모 게임 맵에 낙하하여 다른 플레이어와 마주치고 제거한다. 플레이어는 기본 체력 150에 추가로 방어판 2개를 부착하여 총 100의 추가 체력을 갖는다. 게임이 진행되고 플레이어가 제거됨에 따라 플레이 가능한 영역이 줄어들어 남은 플레이어를 더 좁은 공간으로 몰아넣는다. 워존(2022)의 새로운 기능인 서클 붕괴는 맵 내에 여러 개의 원이 생성되어 서로 독립적으로 닫혔다가 하나의 안전 지대로 수렴하게 한다. 워존(2020)과 마찬가지로 사망 시 플레이어는 "굴라그"로 보내지는데, 이곳은 사망한 플레이어가 맵으로 다시 스폰될 기회를 얻기 위해 서로 싸우는 작은 규모의 아레나이다. 워존(2022)에서는 굴라그 매치가 초기에는 2대2 형식으로 도입되었으며, 전통적인 굴라그 매치 승리 방식 외에도 플레이어가 열쇠를 얻고 탈출하기 위해 추적할 수 있는 "교도관"이라는 인공지능(AI) 전투원을 포함했다. 이 변경 사항은 시즌 2부터 원래의 1대1 형식으로 되돌려졌으며, 교도관은 오버타임 점령 시스템으로 대체되었다. 게임 내 현금 통화도 다시 도입되어 플레이어는 맵 곳곳에 흩어져 있는 여러 구매 지점에서 맞춤형 무기와 특전 설정이 포함된 커스텀 로드아웃을 포함한 다양한 아이템을 구매할 수 있다. 워존(2022)은 ATV, 화물 트럭, 해치백, SUV 등 다양한 차량을 특징으로 한다.
매치 중에는 게임 전반에 걸쳐 이벤트가 발생할 수 있다. 이벤트는 세 가지 유형이 있다: 탈옥 (굴라그에 있는 모든 플레이어가 맵으로 다시 배치되어 게임에 복귀한다); 불꽃 세일 (구매 지점의 아이템이 1분 동안 최대 100% 할인된다); 재고 보충 (보급 상자가 다시 채워지고 다시 열 수 있다). 한 게임에서는 이러한 이벤트 중 하나만 발생할 수 있다.
DMZ라는 새로운 추출 게임 모드도 워존(2022) 출시와 함께 선보였다. DMZ에서는 플레이어가 플레이 가능한 영역(배제 구역이라고도 함)에서 찾은 전리품을 가지고 탈출을 시도하면서 AI 제어 및 플레이어 제어 상대와 모두 싸운다. 플레이어는 제한된 인벤토리로 시작하며, 매치에서 추출한 전리품을 저장할 수 있다. 이 인벤토리는 진영 임무를 완료하여 확장할 수 있으며, 더 많은 확정 로드아웃 무기 슬롯 또는 워존(2022) 및 모던 워페어 II에서 사용할 수 있는 기본 무기와 꾸미기 보상 잠금 해제 기회를 제공한다.
출시 시점에 AI 전투원은 워존(2022)에서 주요 특징이었는데, 이들은 배틀 로열과 DMZ 모두에서 주요 맵 전반에 걸쳐 다양한 요새와 블랙 사이트를 방어했다. 플레이어는 AI 제어 적과 전투하여 요새를 점령하고 내부에 있는 전리품에 접근할 수 있었다. 여러 밸런스 업데이트와 변경 사항 이후, AI 전투원은 모던 워페어 II 시즌 4에서 배틀 로열 모드에서 완전히 제거되었다.
모던 워페어 II 시즌 2에서는 워존(2022)에 리서전스가 다시 등장했다. 이 모드에서는 플레이어 전투원이 사망 후에도 짧은 재사용 대기 시간 후 분대에 최소 한 명의 생존자가 남아 있다면 다시 스폰하여 매치에 다시 참여할 수 있다. 분대원은 계약을 완료하거나 다른 플레이어를 처치하여 재사용 대기 시간을 줄일 수 있다.
모던 워페어 II 시즌 3에서는 플런더 모드가 다시 도입되었다. 이 모드에서는 팀이 맵 곳곳에 흩어져 있는 현금 뭉치를 찾아 총 2백만 달러를 축적해야 한다. 목표 달성 또는 시간이 거의 다 되면 게임은 오버타임에 들어가고 모든 현금 합계가 두 배로 늘어난다. 시간이 다 되었을 때 가장 많은 돈을 모은 팀이 승리한다. 이 게임 모드에서는 플레이어가 자동으로 다시 스폰된다. 또한 처음으로 트레이아크와 협력하여 공식 월드 시리즈 오브 워존(World Series of Warzone) 규칙 세트를 사용하여 워존에 랭크 경쟁 모드가 도입되었다.
출시 시점에 언힌지드가 도입되었다. 언힌지드는 워존(2022)의 기간 한정 게임 모드로, 팀이 적 플레이어에게 분대 합류를 요청할 수 있었다. 모든 플레이어가 수락하면 화면에 새로운 HUD가 표시되어 새로운 팀원을 보여주고, 마지막으로 남은 팀이 되면 모든 동맹이 승리할 수 있었다. 최대 6명의 플레이어가 분대에 속할 수 있었다. 언힌지드는 시즌 01 리로디드 패치 도착 후 제거되었다.
워존 부트캠프는 콜 오브 듀티: 모던 워페어 III 시즌 3 기간에 도입된 워존(2022)의 훈련 모드이다. 이 모드는 플레이어가 워존(2022)의 게임플레이 메커니즘과 컨트롤에 익숙해지도록 돕기 위해 만들어졌다. 우르지크스탄 맵에서 진행된다. 이 게임 모드에는 총 44명의 플레이어가 참여하며, 그중 24명은 봇이다.
모던 워페어 II, 모던 워페어 III, 블랙 옵스 6과의 공유 진행 상황 외에도 워존(2022)은 모바일 장치 전용으로 제작된 새로운 워존 타이틀인 콜 오브 듀티: 워존 모바일과도 공유 크로스 플랫폼 진행 상황 및 소셜 기능을 특징으로 한다.

## 줄거리
전작과 마찬가지로 워존(2022)의 스토리는 각 시즌 업데이트 출시 시 포함된 시네마틱을 통해 전달된다. 알 마즈라는 모던 워페어 II의 캠페인 모드에 등장하며, 본델 맵의 기반이 된 암스테르담도 여러 미션에 잠시 등장한다. 우르지크스탄은 모던 워페어 리부트 시리즈 전반에 걸쳐 등장하는 배경이며, 모던 워페어 III 캠페인 및 멀티플레이어 레벨에 여러 지점이 등장한다.
DMZ 모드는 또한 알 마즈라, 아시카 섬, 본델의 통제를 두고 경쟁하는 다양한 진영을 중심으로 하는 스토리 미션을 특징으로 한다. 출시 시점에 화이트 로터스, 리전, 블랙 마우스 세 가지 진영이 소개되었다. 네 번째 진영인 크라운은 시즌 2에 모던 워페어 II 소유자 전용 임무와 함께 도입되었고, 다섯 번째 진영인 REDACTED는 나중에 시즌 3에 모든 플레이어에게 도입되었다. 시즌 4에서는 리전과 REDACTED 진영이 제거되고, 새로운 진영인 팔랑크스가 도입되었다. 시즌 5에서는 시즌 3의 REDACTED 진영으로 암시된 섀도우 컴퍼니가 새로운 진영으로 추가되었다.

### 모던 워페어 II 스토리 아크
특수 부대 141이 이란 쿠드스군 소장 하산 자야니를 성공적으로 제거한 후, CIA 지국장 케이트 라스웰은 테러 단체 알 카탈라의 활동을 약화시키기 위해 알 마즈라 시에서 벌어지는 새로운 비밀 임무를 감독하기 시작한다. 동시에 여러 민간 군사 회사들이 알 마즈라로 이동하여 AQ 병력과 서로로부터 도시 통제권을 빼앗으려 한다. 어느 시점에서 섀도우 컴퍼니 PMC는 알 마즈라뿐만 아니라 아시아 태평양 섬 아시카와 난해한 지하 시설인 빌딩 21에서도 새로운 작전을 수행하고 있다는 사실이 발견되었다.
2023년 4월, 멕시코 라스 알마스 카르텔의 지도자 발레리아 가르자가 몇 달 동안 멕시코 특수부대 로스 바케로스에 의해 투옥된 후 탈출에 성공한다. 그런 다음 그녀는 알 마즈라에 카르텔을 모아 새로운 활동을 벌인다. 발레리아의 전 동지이자 로스 바케로스 지도자인 알레한드로 바르가스는 라스웰에게 알 마즈라에 침투하여 발레리아를 체포해달라는 요청을 받는다. 몇 달 후, 네덜란드 본델 시에서 테러 공격이 보고되었고, 미스터리한 특수 부대 그룹인 평화유지군이 도시가 대피된 후 도시 통제권을 장악한다. 라스웰은 블랙 마우스 조직과 연락을 취하고 평화유지군을 조사하고 그들의 진정한 의도를 알아내기 위해 그들과 협력한다. 그들은 곧 평화유지군이 사실은 코니 그룹이라는 러시아 PMC이며, 본델에 대한 공격은 그들에 의해 계획되었다는 것을 알게 된다.
2023년 8월, 우르지크스탄 해방군 지도자 파라 카림과 알렉스 켈러는 라스 알마스, 멕시코에서 특수 부대 141과 마지막으로 조우한 후 죽음을 위장한 섀도우 컴퍼니 사령관 필립 그레이브스를 만난다. 그레이브스는 섀도우와 ULF 간의 동맹을 제안하여 코니 그룹의 알 마즈라 침공을 막는다. 그달 말, 그레이브스는 셰퍼드 장군의 명령에 따라 작전: 로그 아스널의 일환으로 코니가 점령한 알 마즈라의 자야 천문대에 대한 공격을 이끈다. 미사일 발사기로 천문대를 파괴한 후, 섀도우 컴퍼니는 화학 무기를 담은 지하 무기 시설을 찾아 가스 캐니스터를 추출하기 시작하지만 터널이 무너지기 시작하자 탈출할 수밖에 없다. 그러나 국수주의자 테러리스트 블라디미르 마카로프의 명령에 따라 섀도우 병사로 위장한 코니 요원들은 그들의 부대에 침투하여 가스 선적을 운반하는 비행기를 탈취하여 작전을 실패로 만들었다.

### 모던 워페어 III 스토리 아크
2023년 12월, 코니의 2인자 안드레이 놀란은 특수 부대 141에게 이전 패배 후 포로 상태에서 탈출에 성공한다. 그는 자신의 임무를 재개하고 새로운 작전을 위해 코니 부대를 우르지크스탄의 자라반 시로 집결시킨다. 이에 대응하여 그레이브스는 섀도우 컴퍼니 요원과 다른 독립 계약자를 자라반으로 파견하여 코니에 대한 임무를 수행한다. 몇 달 후, 코니는 "포춘스 킵"으로 알려진 지중해 섬을 점령하고 그 아래에 연구 시설을 설립한다. 그러나 지진이 발생하여 섬의 일부가 파괴되고 코니는 수리를 착수해야 한다. 코니의 작전이 스파이 조직인 페르세우스가 운영했던 노바 6 생산 시설인 리버스 아일랜드로 확장됨에 따라 섀도우 컴퍼니와 코니의 갈등은 계속된다.
2022년 5월 22일의 회상에서 특수 부대 141 요원 존 "솝" 맥타비시는 화학 폭탄 위협을 확보하기 위한 비밀 작전의 일환으로 자라반에 파견된다. 그는 폭탄이 터지는 것을 막지 못하지만, 나중에 도쿄도와 파리 (프랑스)를 포함한 전 세계에 추가 폭탄이 배치된다는 것을 알게 된다.

## 발표 및 출시
콜 오브 듀티: 워존(2022)은 2022년 9월 액티비전이 "콜 오브 듀티: 워존 2.0"이라는 이름으로 대중에게 발표했다. 새로운 맵이 발표되었는데, 개발자들은 직접 "거대하고, 역동적이며, 보람 있고, 좋아하는 커스텀 무기를 장착하고, 낙하하고, 광대한 풍경을 탐험하고, 그것을 통해 지옥 같은 즐거운 시간을 보내는 데 중점을 두고 문자 그대로 처음부터 구축되었다"고 설명했다. 워존 2.0은 2022년 11월 16일에 모든 플랫폼에 공식 출시되었다.
2022년 11월 21일, 공식 콜 오브 듀티 Twitter 계정은 출시 후 처음 5일 동안 2500만 명 이상의 플레이어가 워존 2.0을 플레이했다고 밝혔다. 같은 달, 동시에 플레이하는 최대 사용자는 50만 명에 육박했다.
마이크로소프트는 2024년 10월 25일 콜 오브 듀티: 블랙 옵스 6와 같은 날 Game Pass Ultimate 회원용 엑스박스 클라우드 게이밍에 콜 오브 듀티: 워존을 출시했다.

## 평가
콜 오브 듀티: 워존(2022)은 리뷰 애그리게이터 메타크리틱에 따르면 "대체적으로 호의적인" 평가를 받았다. 게임스팟은 이 게임에 8/10점을 주었다. 평론가 S.E. 도스터는 이 게임이 일부 영역에서 프랜차이즈에 긍정적인 개선을 가져왔지만, 다른 측면에서는 게임의 더 전통적인 요소 중 일부를 희생했다고 주장한다.GamesRadar+는 이 게임에 5점 만점에 4점에 해당하는 점수를 주었다. 리뷰어 조쉬 웨스트는 워존 2.0이 게임 플레이에 실시간 근접 채팅을 추가하여 배틀 로열 장르를 어떻게 향상시키는지 강조하며, 전반적인 경험을 향상시킨다고 말한다.IGN 또한 이 게임에 8/10점을 주었다. IGN 작가 스텔라 청에 따르면 워존 2.0을 다른 배틀 로열 게임보다 독특하게 만드는 새로운 추가 사항은 적 플레이어를 팀으로 모집할 수 있다는 것이다. 이 기능은 장르 내에서 혁신적일 뿐만 아니라 배틀 로열에서 거의 볼 수 없는 외교적이고 전략적인 게임 플레이를 장려한다.
콜 오브 듀티 프랜차이즈의 주요 타이틀로 간주되지는 않지만, GamesRadar+의 샘 러버리지는 워존 2.0을 2024년 시리즈 최고의 게임 6위로 꼽으며, 이를 "뚜렷한" 배틀 로열 장르의 해석이라고 언급했다. 그는 이 게임이 "루트 시스템을 간소화하고, 굴라그에서 싸움에 다시 참여할 수 있는 독창적인 방법을 추가했으며, 전술 나이프로 다소 단조로운 배틀 로열 세계를 헤쳐나간다"고 평가했다.

## 참고
1. ↑  랭크 플레이 모드는 트레이아크가 개발했다. 비녹스, 하이 문 스튜디오, 슬레지해머 게임스, 토이즈 포 밥, 액티비전 상하이가 추가 개발에 참여했다.